# ورنامخواست
ورنامخواست، شهری در شهرستان لنجان از توابع استان اصفهان است که در محور ارتباطی زرین شهر- مبارکه بر روی جلگهٔ رسوبی زاینده رود واقع شده‌است‌‌. از شهرهای حاشیه زاینده رود می باشد که از چشم انداز بسیار زیبای شالیزارهای برنج لنجان برخوردار است.

## موقعیت
از لحاظ مختصات جغرافیائی در طول "۲۱ و °۵۱ و عرض °۲۲ و °۳۲ قرار گرفته و نواحی شمال غربی شهر توسط ارتفاعات نه چندان بلند معروف به کوه کلودان مشرف به زاینده رود محصور گردیده‌است. اختلاف ارتفاع آن از سطح دریا ۱۷۵۰ متر است و محدودهٔ جغرافیائی آن طبق یک نقشه و کروکی قدیمی به نقاط ذیل می‌رسید: از شمال به زاینده رود، از شرق به اراضی کشاورزی و روستائی اوشیان، از جنوب به مجتمع صنایع دفاع و از غرب به اراضی کشاورزی چمگردان و سده و دره میر آبی ورنامخواست منتهی گردیده‌است. ورنامخواست به علت قرارگرفتن در کنار رودخانهٔ زاینده رود و برخورداری از اراضی حاصلخیز یکی از نواحی پر رونق کشاورزی در استان اصفهان محسوب می‌گردد.

## جمعیت
بنابر سرشماری عمومی نفوس و مسکن (۱۳۹۵)، جمعیت این شهر ۱۸٬۷۰۰ نفر می باشد. از این تعداد ۹٬۶۰۹ نفر مرد و ۹٬۹۰۱ نفر زن می باشند. بر اساس سرشماری مذکور، تعداد خانوار ساکن در ورنامخواست ۵٬۷۷۴  خانوار می باشد.
بر اساس آمار ارائه شده توسط درگاه ملی مرکز آمار ایران، تاریخچه جمعیت شهر ورنامخواست به شرح جدول زیر می باشد.

## نام‌گذاری

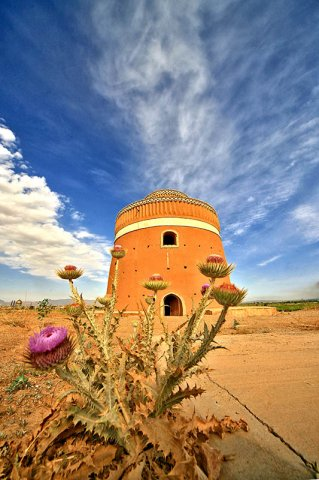
برج کبوتر خانه ورنامخواست

نام ورنامخواست مبین قدمت زیاد آن می‌باشد و حتی بنای آن را قبل از دوره ساسانیان می‌دانند، اما چنانچه از قرائن برمی آید (ور) در زبان فارسی به معنی خانه، قلعه و قصر است که در آن افراد نامدار و دلیری زندگی می‌کرده‌اند. روستاها و آبادی‌های منطقه را در گذشته با پسوند ورنامخواست می‌شناختند مانند ریز ورنامخواست یا سده ورنامخواست، کلمه ورنامخواست خاص این شهر می‌باشد و در هیچ‌کجای ایران چنین نامی وجود ندارد، و كلمه غلام خاص كه در گذشته در لهجه هاي محلي به آن گفته می‌شد يك تحريف بیجاست و نام درست آن برحسب دفاتر ديوانی و مالياتی، ورنامخواست است.

## زبان

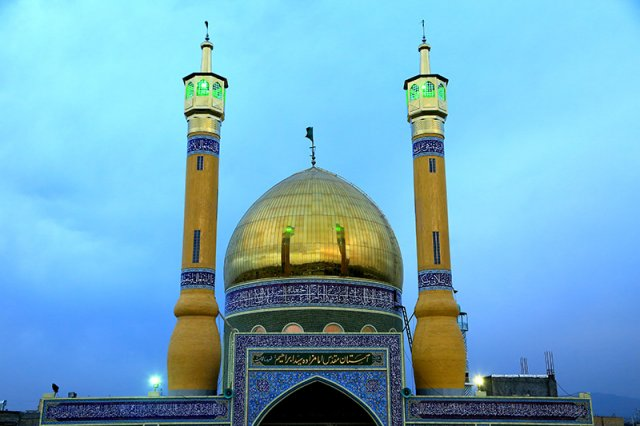
آستان امام زاده سید ابراهیم ورنامخواست

زبان مردم بومی شهر ورنامخواست فارسی است با تأثیر از گویش محلی؛ این گویش محلی زیرمجموعه‌ای از زبان‌های ایرانی مرکزی است..

## آثار و بناها

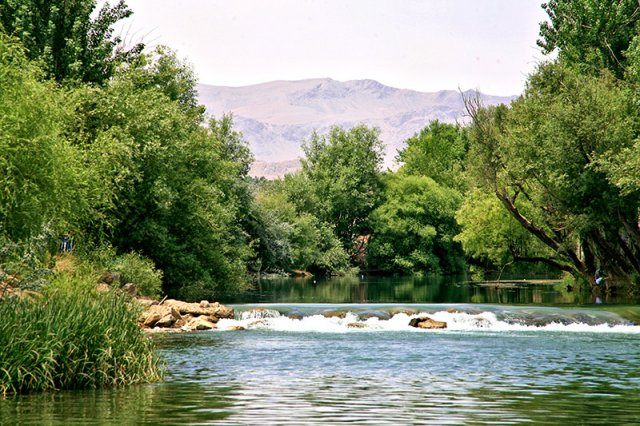
طبیعت شهر ورنامخواست در مجاورت زاینده رود واقع در شمال شهر

- امامزاده سیّد ابراهیم: سیّدابراهیم ابن سیّد بهاءالدین محمدابن الامام موسی ابن جعفر

تاریخ دقیق ورود و همچنین تاریخ دقیق وفات امامزاده سید ابراهیم در ورنامخواست بدرستی معلوم نیست که در چه سنه‌ای رخ داده‌است. بنا به سابقه موجود در ادارة اوقاف زرین شهر مربوط به سنه ۴۲۴ هجری قمری مکتوب گردیده‌است.
- مسجد سرآب و حاج جلال (تخریب شده است)
- کبوترخانه (برج)
- قلعه‌های قدیمی
- تپه های کلودان
- شالیزارهای برنج و گندم
- سقاخانه های قدیمی
- خانه های قدیمی

## مشاهیر و نام آوران

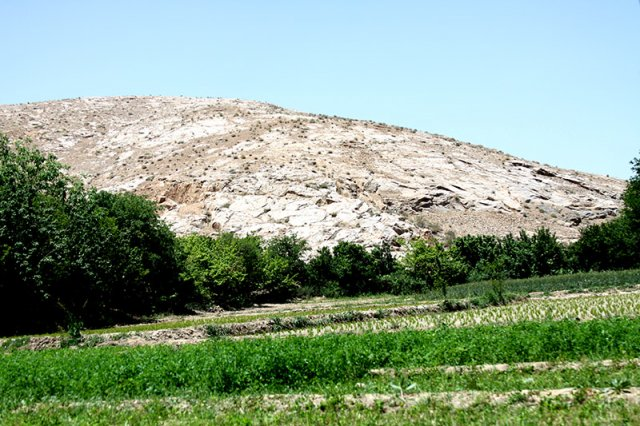
تپه های کلودان واقع در ناحیه غربی ورنامخواست

از مشاهیر و نام آوران این شهر می‌توان به افراد زیر اشاره کرد:
رضا قاسمی ورنامخواستی
سردار شهید محمدعلی شاهمرادی جانشین لشکر ۴۴ قمر بنی هاشم و ۲۷ شهید هشت سال دفاع مقدس
محمد اسلامی، معاون رئیس‌جمهور و رئیس سازمان انرژی اتمی در دولت سید ابراهیم رئیسی و مسعود پزشکیان، وزیر پیشین راه و شهرسازی ایران در دولت دوم حسن روحانی.
سردار مصطفی شیری از مسئولان ستاد کل نیروهای های مسلح ،بیت رهبری 

## فضای مجازی
صفحه‌ای با نام «ورنامخواست من» در شبکهٔ اجتماعی اینستاگرام، به‌عنوان تنها پیج رسمی معرفی‌شده از شهر ورنامخواست، فعالیت می‌کند. این صفحه با بیش از ۲۲ هزار دنبال‌کننده، به انتشار تصاویر، اخبار، جاذبه‌های شهری و رویدادهای محلی این شهر می‌پردازد. @varnamkhast1

## ویژگی‌های جمعیتی و اجتماعی
وضعیت شهر ورنامخواست در دیدگاه اداری ـ آماری همواره در حال تغییر بوده‌است. ورنامخواست در سالهای ۱۳۴۵ و ۱۳۵۵ بنا به تعبیر آماری که نقاط مسکونی بیش از ۵۰۰۰ نفر را جزء نقاط شهری به حساب آورده، به عنوان شهر شناخته می‌شود ولی در آمارگیری سال ۱۳۶۵ از آنرو که فاقد شهرداری بوده جزء مناطق روستائی بحساب امده‌است پس از آن با برخورداری از شهرداری در سال ۱۳۶۸ طی مصوبه هیئت وزیران به شماره ۶۳۰۴/ت ۱۲۳ مورخ ۲۵/۲/۱۳۶۸ به عنوان شهر شناخته می‌شود.